# Pleurotomaria cancellata
Pleurotomaria cancellata is een fossiele slakkensoort uit de familie van de Pleurotomariidae. De wetenschappelijke naam van de soort is voor het eerst geldig gepubliceerd in 1909 door Stauffer.